# Argiolaus hollandi
Argiolaus hollandi är en fjärilsart som beskrevs av Matthias Ehrmann 1894. Argiolaus hollandi ingår i släktet Argiolaus och familjen juvelvingar. Inga underarter finns listade i Catalogue of Life.